# Troupe ateniense
La Troupe ateniense fue la principal protagonista de un movimiento de «troupes» teatrales estudiantiles muy populares en Uruguay en las décadas de 1910 a 1930, de las cuales hay que nombrar por lo menos otra, la Medicine's Bolshevikis Troupe. 

## Historia
Se formó en 1922, por mano de un grupo de estudiantes universitarios de derecho, y actuó hasta 1930. Su nombre no se refiere a la Grecia antigua, sino al Club Atenas, un famoso equipo de baloncesto montevideano del que algunos de los integrantes del grupo formaban parte. Los espectáculos de la Troupe ateniense que se solían estrenar en primavera, estaban compuestos de breves escenas cómicas y partes musicales. El carácter de las mismas era abiertamente paródico, ironizando a menudo sobre personas o eventos de moda y adoptando el travestismo (los atenienses eran todos hombres). Entre los principales animadores del grupo figuran dos de los más importantes compositores uruguayos de tango, Ramón Collazo y Víctor Soliño.
Los atenienses tuvieron mucho éxito en Montevideo e incluso llegaron a actuar triunfalmente en distintas ocasiones en Buenos Aires. Pese al abandono de las escenas a fines de 1930, el grupo se reunió en 1931 y 1932 para organizar un «Salón de Harte Ateniense» con evidente intento caricaturesco de las corrientes artísticas del momento. En ocasión del segundo salón publicaron un volumen de poesía, Aliverti liquida, que se considera uno de los libros verbovisuales más destacados de las vanguardias latinoamericanas.

## Segunda época
Ramón Collazo rearmó la Troupe Ateniense a mediados de los años ’40 con algunos de los miembros históricos más otros actores y músicos, por ejemplo Lalo Etchegoncelay y Mario Orrico. Esta segunda época cubrió los años 1944-1956  obteniendo un cierto éxito, aunque no comparable al original.

## Homenajes
En 1992 Luis Trochón montó un espectáculo en homenaje a la Troupe Ateniense, titulado ¿Estás ahí, Montevideo? y constituido por los números más célebres de la ensamble histórica (esta vez incluyendo, entre los participantes, también actrices). Repitió la operación en 1993 con La verdá que sí y en 1999 con La Troupe en el corazón. 

## Espectáculos de la primera época
- ¿Estás ahí, Montevideo? (1922)
- Tut Ankh Amon (1923)
- Oh, les sauvages (1924)
- El Maharajá de Akadhejala (1925)
- Romeo y Julieta (1926)
- Los tres mosqueteros (1927)
- Ñandutí (1929)
- Centenariola (1930)

## Miembros de la primera época
Benigno Anido, Leopoldo Artucio, Alfredo Basso, Arturo Bettoni, Manuel Bavio Maeso, Ismael Belzarena, Julio César Benítez, Marco Aurelio Bianchi, Julio César Canessa, Pancho Castelgrande, Ramón Collazo, Juan Antonio Collazo, José E. de Feo, Jaime Farel, Carle M. Fernández, Arturo Filloy, Raúl Fontaina, Roberto Fontaina, César Gallardo, Daniel García Capurro, Alberto Gómez, Yayo Hughes, Alfredo Inciarte, Francisco Martella, Martínez Correa, Gerardo Matos Rodríguez, Carlos Mora Otero, José A. Mora Otero, Mier Odizzio, Lalo Pellicciari, Juan Carlos Puente, Milton Puente, Manuel Sánchez Morales, Víctor Soliño, Alberto Vila, Óscar Volpe, Guillermo West, Jorge West.